# 대한민국 민법 제509조
대한민국 민법 제509조는 환배서에 대한 민법 채권법 조문이다.

## 조문
제509조(환배서) ① 지시채권은 그 채무자에 대하여도 배서하여 양도할 수 있다.
②배서로 지시채권을 양수한 채무자는 다시 배서하여 이를 양도할 수 있다.

第509條(還背書) ① 指示債權은 그 債務者에 對하여도 背書하여 讓渡할 수 있다.
②背書로 指示債權을 讓受한 債務者는 다시 背書하여 이를 讓渡할 수 있다.

## 참고 문헌
- 오현수, 일본민법, 진원사, 2014. ISBN 9788963463452
- 오세경, 대법전, 법전출판사, 2014 ISBN 9788926210277
- 이준현 , LOGOS 민법 조문판례집, 미래가치, 2015. ISBN 9791155020869

## 같이 보기
- 어음